# Rahmat Sofiadi
Rahmat Sofiadi, född den 15 november 1965 i Sofia, Bulgarien, är en bulgarisk brottare som tog OS-brons i welterviktsbrottning i fristilsklassen 1988 i Seoul. 